# Sulforodamina 101
Sulforodamina 101 (SR101) é um corante fluorescente vermelho., pode ser usada como corante de contraste de astrócitos por ser capaz de analisar dados de neurônios separadamente.